# Xanadu (film)
Xanadu este un film fantastic romantic-muzical din 1980, regizat de Robert Greenwald după scenariul lui Marc Reid Rubel. Titlul este o referire la poemul "Kubla Khan, or, A Vision in a Dream: A Fragment" de Samuel Taylor Coleridge, care este citat în film. Xanadu este numele provinciei chinezești unde Khan și-a stabilit grădina lui plăcere în poezie. Intriga filmului a fost inspirată de filmul Down to Earth (1947). Un musical bazat pe film -numit, de asemenea, Xanadu— a fost lansat în 2007 pe Broadway.
Rolurile principale din Xanadu sunt interpretate de Olivia Newton-John, Michael Beck și Gene Kelly, iar în film sunt cântate melodii de Newton-John, Electric Light Orchestra, Cliff Richard și The Tubes. Filmul conține, de asemenea, animație realizată de Don Bluth.

## Rezumat
Sonny Malone (Michael Beck) este un artist talentat care visează de faima dincolo de slujba sa, care este sarcina necreativă de pictare a versiunilor mai mari, în scop publicitar, ale coperților albumelor muzicale. La începutul filmului, Sonny este falit și pe punctul de a renunța la visul său. El a demisionat anterior din serviciul avut pentru a încerca să-și facă o viață ca artist independent, dar nu a reușit să obțină bani; Sonny revine astfel la vechea lui slujbă de la AirFlo Records. După unele schimburi de replici umoristice cu șeful său și cu Simpson (James Sloyan), el reîncepe să picteze coperți de albume.
La locul de muncă, i se spune lui Sonny să picteze coperta albumului muzical al unui grup numit The Nine Sisters. Pe copertă este reprezentată o femeie frumoasă care trece prin fața unui auditoriu Art Deco (Pan-Pacific Auditorium). Aceeași femeie se ciocnise de el mai devreme în acea zi, l-a sărutat și apoi a plecat mai departe pe patine cu rotile, iar Malone devine obsedat de găsirea ei. El o găsește la același auditoriu (abandonat în prezent). Ea se prezintă ca fiind Kira (Olivia Newton-John), dar nu-i spune nimic altceva despre ea. Fără ca Sonny să știe, Kira este una dintre cele nouă femei misterioase și frumoase, care literalmente au ieșit la viață dintr-o pictura murală din oraș, în apropiere de plajă. Sonny se împrietenește cu un fost șef de orchestră, care devenise antreprenor în construcții, pe nume Danny McGuire (Gene Kelly); Danny își pierduse muza în anii 1940 (care este văzut într-o scenă flashback ca având o asemănare uimitoare cu Kira); Sonny încă nu și-a găsit muza lui. Kira îi încurajează pe cei doi bărbați să formeze un parteneriat și să deschidă un club de noapte în vechiul auditorium de pe coperta albumului. Ea se îndrăgostește de Sonny și aceasta este o problemă, deoarece ea este de fapt o muză din Olimp. (Numele real al „Kirei” este Terpsihora, iar ea este muza dansului și a muzicii.) Celelalte opt femei de la începutul filmului sunt surorile ei muze, iar pictura murală este de fapt un portal de ieșire și punctul lor de coborâre pe Pământ.
Muzele călătoresc pe Pământ adesea pentru a-i inspira pe alții să-și urmeze visele și dorințele. Dar în cazul Kirei, ea a încălcat regulile după care se ghidează muzele, deoarece ea trebuia doar să-l inspire pe Sonny, dar a ajuns să se îndrăgostească de el. Părinții ei (probabil zeii greci Zeus și Mnemosyne) îi amintesc de domeniul atemporal al zeilor. Sonny o urmează prin pictura murală și își mărturisește dragostea pentru ea. O scurtă discuție între Sonny și Zeus duce la intervenția lui Mnemosyne în favoarea lui Sonny și a Kirei. Kira intră apoi în discuții, afirmând că emoțiile pe care le are față de Sonny sunt noi pentru ea - dacă ei ar putea avea încă o noapte împreună, visul de succes al lui Sonny pentru clubul de noapte Xanadu ar putea deveni adevărat. Dar Zeus îl trimite în cele din urmă pe Sonny înapoi pe Pământ. După ce Kira își exprimă sentimentele ei pentru Sonny în piesa „Suspended in Time”, Zeus și Mnemosyne decid să o lase pe Kira să meargă la el pentru „un moment sau poate pentru totdeauna”, deoarece timpul muritorilor le creează confuzii și publicul este lăsat să se întrebe de soarta ei.
În final, Kira și muzele interpretează la deschiderea clubului de noapte Xanadu, iar, după cântecul final al Kirei, ele se întorc pe tărâmul zeilor, în mod spectaculos. După plecarea lor, Sonny este deprimat. Dar aceasta se schimbă rapid atunci când Danny îi cere unei chelnerițe să-i aducă o băutură lui Sonny, deoarece chelnerița arată exact ca Kira. Sonny se apropie de această sosie enigmatică și-i spune că ar dori doar să vorbească cu ea. Filmul se încheie cu cei doi vorbind, în timp ce rulează distribuția de final.

## Distribuție
- Olivia Newton-John - Kira (Terpsihora)
- Michael Beck - Sonny Malone
- Gene Kelly - Danny McGuire
- James Sloyan - Simpson
- Dimitra Arliss - Helen
- Katie Hanley - Sandra
- Fred McCarren - Richie
- Ren Woods - Jo
- Melvin Jones - Big Al
- Ira Newborn - șeful formației din anii '40
- Jo Ann Harris - cântăreața din anii '40
- Wilfrid Hyde-White - vocea puternică #1
- Coral Browne - vocea puternică #2
- Darcel Wynne - dansator
- Deborah Jennsen - dansatoare
- Alexander Cole - dansator
- Adolfo Quinones - dansator de la Xanadu
- Joe Mantegna (scene șterse)

Muzele
- Sandahl Bergman
- Lynne Latham
- Melinda Phelps
- Cherise Bates
- Juliette Marshall
- Marilyn Tokuda
- Yvette Von Voorhees
- Teri Beckerman

Membrii orchestrei
- John "Fee" O. Waybill
- Rick Anderson
- Michael Cotten
- Prairie Prince
- Bill Spooner
- Roger Steen
- Vince Welnick
- Re Styles

## Teme
Subiectul filmului Down to Earth (1947) a fost vag utilizată ca bază pentru Xanadu. În filmul din 1947, Rita Hayworth a interpretat-o pe Terpsihora, în timp ce Larry Parks a jucat pe un producător de piese de teatru. 

## Recepție
Filmul nu a avut parte de succes la box office după lansarea sa inițială și a primit o recepție critică medie spre negativă. Xanadu și un alt muzical lansat cam în aceeași perioadă, Can't Stop the Music, l-au inspirat pe John J. B. Wilson să fondeze Premiile Zmeura de Aur (sau "Razzies"), un eveniment anual "dezonorant", unde sunt premiate cele mai proaste filme dintr-un an.  Xanadu a câștigat primul premiu Zmeura de Aur pentru cel mai prost regizor și a fost nominalizat pentru alte șase premii. 
De-a lungul anilor, filmul a dezvoltat un fel de cult public. Cu o combinație de recenzii contemporane și moderne, Xanadu are astăzi un rating de 41% "Rotten" pe situl Rotten Tomatoes.  Albumul muzical (UK #2, US #4), totuși, a fost un succes comercial. El a obținut două discuri de platină în SUA și un disc de aur în Marea Britanie și a petrecut, de asemenea, o săptămână în vârful topului Cashbox and Record World Pop Albums. Coloana sonoră conținea cinci single-uri care au intrat în Top 20:
- "Magic"– Olivia Newton-John (No. 1 (4 weeks) Pop, No. 1 (5 weeks) AC, certified gold)
- "Xanadu"– Olivia Newton-John/Electric Light Orchestra (No. 8 Pop, No. 2 AC, No. 1 (2 săptămâni (UK)))
- "All Over the World"– Electric Light Orchestra (No. 13 Pop, No. 45 AC)
- "I'm Alive"– Electric Light Orchestra (No. 16 Pop, No. 48 AC, certified gold)
- "Suddenly"– Olivia Newton-John/Cliff Richard (No. 20 Pop, No. 4 AC)

## Premii și nominalizări
- Premiul Ivor Novello pentru cea mai bună coloană sonoră de film - Jeff Lynne
- Premiile Grammy

Nominalizare:cea mai bună interpretare vocală feminină pop - Magic (Olivia Newton-John)
- Premiile Young Artist

Nominalizare: cel mai bun film de familie
- Premiile Zmeura de Aur

Câștigător a Premiului Zmeura de Aur pentru cel mai prost regizor (Robert Greenwald)
Nominalizare: Premiul Zmeura de Aur pentru cel mai prost film
Nominalizare: Premiul Zmeura de Aur pentru cel mai prost scenariu
Nominalizare: Premiul Zmeura de Aur pentru cel mai prost actor (Michael Beck)
Nominalizare: Premiul Zmeura de Aur pentru cea mai proastă actriță (Olivia Newton-John)
Nominalizare: Premiul Zmeura de Aur pentru cel mai prost cântec original ("Suspended in Time")
Nominalizare: Premiul Zmeura de Aur pentru cel mai prost film muzical din primii 25 de ani